# St. Charles (Illinois)
St. Charles è un comune degli Stati Uniti d'America, situato nell'Illinois, nella contea di Kane e in parte nella contea di DuPage.